# The Rockin’ Berries
The Rockin’ Berries war eine britische Beatband, die Anfang der 1960er-Jahre in Birmingham gegründet wurde.

## Geschichte
Obwohl sie ihren Namen von Chuck Berry ableiteten, „rockte“ die Gruppe eher selten und hatte auch sonst keinen Bezug zu ihrem Namenspatron. Ihre ersten Singles Wha Wha Wha Woo und Rockin’ Berry Stomp waren noch nicht sehr erfolgreich. Das änderte sich mit Songs, die sie ihren amerikanischen Vorbildern The Tokens, den The Four Seasons oder Roy Orbison nachempfunden hatten. Ihr größter Hit war He’s in Town, der Ende 1964 in Großbritannien auf Platz 3 kam. Es handelte sich um eine Coverversion eines Tokens-Songs. Von ihren übrigen britischen Charts-Platten stammte auch You’re My Girl von den Tokens; Poor Man’s Sons hatten sie den Reflections abgeguckt. Im Allgemeinen hielt man ihre Coverversionen für gelungener als deren Originale.
Die Rockin’ Berries waren für ihre lustigen Bühneneinlagen und Parodien bekannt, weshalb es für sie ganz natürlich war, schließlich im Kabarett zu landen, wo sie bis in die zweite Hälfte der 1980er-Jahre aktiv waren.

## Mitglieder
- Roy Austin (* 27. Dezember 1943 in Birmingham), Gitarre
- Terry Bond (* 22. März 1943 in Birmingham), Schlagzeug
- Bryan Charles Botfield (* 11. November 1943 in Birmingham), Gitarre
- Chris "Clive" Lea (* 16. Februar 1942 in Birmingham), Gesang
- Geoffrey Turton (* 11. März 1944 in Birmingham), Gitarre
- Rod(ney) Clark, Bassgitarre, ab 1967

## Diskografie

### Alben
| Jahr | Titel   | Höchstplatzierung, Gesamtwochen, AuszeichnungChartsChartplatzierungen (Jahr, Titel, Platzierungen, Wochen, Auszeichnungen, Anmerkungen) | Anmerkungen |
| Jahr | Titel   | UK | Anmerkungen |
| ---- | ------- | --- | ----------- |
| 1964 | In Town | UK15 (1 Wo.)UK |             |

Weitere Alben
- 1965: Life Is Just a Bowl Full of Berries

### Singles
| Jahr | Titel Album                                   | Höchstplatzierung, Gesamtwochen, AuszeichnungChartsChartplatzierungen (Jahr, Titel, Album, Platzierungen, Wochen, Auszeichnungen, Anmerkungen) | Anmerkungen |
| Jahr | Titel Album                                   | UK | Anmerkungen |
| ---- | --------------------------------------------- | --- | ----------- |
| 1964 | I Didn’t Mean To Hurt You                     | UK43 (1 Wo.)UK |             |
| 1964 | He’s In Town In Town                          | UK3 (13 Wo.)UK |             |
| 1965 | What In The World’s Come Over You             | UK23 (7 Wo.)UK |             |
| 1965 | Poor Man’s Son Life Is Just a Bowl of Berries | UK5 (11 Wo.)UK |             |
| 1965 | You’re My Girl                                | UK40 (7 Wo.)UK |             |
| 1966 | The Water Is Over My Head                     | UK43 (2 Wo.)UK |             |